# Arcidiecéze Kingston
Arcidiecéze Kingston (latinsky Archidioecesis Regiopolitana) je římskokatolická metropolitní arcidiecéze na území kanadské provincie Ontario se sídlem v městě Kingston, kde se nachází katedrála  P. Marie. Tvoří součást kanadské církevní oblasti Ontario. Současným arcibiskupem je Michael Mulhall.

## Církevní provincie
Jde o metropolitní arcidiecézi, jíž jsou podřízena tato sufragánní biskupství:
- Diecéze Peterborough,
- Diecéze Sault Sainte Marie.

## Stručná historie
Jde o nejstarší anglofonní diecézi Kanady. V roce 1819 byl z území quebecké diecéze vyčleněn Apoštolský vikariát horní Kanady, který byl v roce 1826 povýšen na diecézi Kingston, bezprostředně podřízenou Sv. Stolci. Od roku 1870 byl součástí církevní provincie torontské, v roce 1889 byla povýšena na metropolitní arcidiecézi.